# Морески, Алессандро
Алессандро Морески (итал. Alessandro Moreschi, 11 ноября 1858, Монте-Компатри, Лацио — 21 апреля 1922, Lugones/Llugones, Астурия) — один из последних певцов-кастратов и единственный, чей голос записан на фонограф.

## Детство и юношеские годы
Алессандро Морески родился 11 ноября 1858 года в городе Монте-Компатри в католической семье. Он родился с врождённой паховой грыжей, что серьёзно угрожало его жизни. Чтобы спасти его жизнь, Алессандро пришлось кастрировать. В 1871 году Морески поступил учиться в Scuola Di San Salvatore в городе Лауро.

## Карьера
В 1883 году Алессандро Морески поступил в Сикстинскую Капеллу, в которой прослужил 30 лет. В 1902 году его голос был записан на фонограф, благодаря чему в истории сохранился один из примеров голоса кастрата-певца. Когда папа Пий X запретил исполнять любую музыку кроме религиозной в церквях, множество певцов были уволены из хора, но для Морески сделали исключение. Он стал солистом и дирижёром хора Сикстинской Капеллы. После него остались отчёты о концертах, пара биографий, одна автобиография, трактат о пении и восемнадцать записей, которые Морески осуществил при участии американских пионеров звука, работавших на компанию «Граммофон».
В 1914 году Морески планировали задействовать в новых постановках репертуара Фаринелли, однако он уже не мог освоить репертуар и от этой идеи отказался. Алессандро умер в 1922 году от пневмонии и был похоронен на кладбище Верано близ Рима.

## Критика
Когда были сделаны записи пения, Алессандро Морески было 44 года, и некоторые критики отмечали «старение» его голоса. Другие говорили, что он пел в «плачущей интонации». Третьи считали, что он никогда не был особо интересным певцом.

## В литературе
Французский учёный Люк Лерют написал роман «Четвёртая нота», используя записи с восковых цилиндров самого Морески, где певец рассказывает о своём детстве, юношестве и нелёгкой жизни певца-кастрата.